# Limba bască
Limba bască (codul ISO 639 - eu sau baq/eus) este o limbă vorbită de basci și de alți locuitori ai regiunii Țara Bascilor care se întinde în vestul Pirineilor în regiuni învecinate ale nordului Spaniei și sud-vestului Franței. Basca este calsificată drept limbă izolată (neînrudită cu nicio altă limbă cunoscută) și singura limbă izolată din Europa. Bascii sunt un popor indigen din Țara Bascilor și trăiește în principal în această zonă. Limba bască este vorbită de 806.000 de basci din toate teritoriile. Dintre aceștia, 93,7% (756.000) se află în regiunea spaniolă a Țării Bascilor, iar restul de 6,3% (50.000) sunt în partea franceză.
Vorbitorii nativi trăiesc într-o zonă contiguă care include părți din patru provincii spaniole și în trei „provincii străvechi” ale Franței. Gipuzkoa, mare parte din Biscaya, câteva comune de la marginea nordică a regiunii Álava și zona nordică a Navarrei au format nucleul zonei în care se mai vorbea basca înainte de introducerea măsurilor de îmbunătățire a fluenței în bască luate în anii 1980. Prin contrast, cea mai mare parte din Álava, vestul Biscayei, și sudul și centrul Navarrei sunt populate predominant de vorbitori nativi ai spaniolei, fie pentru că basca a fost înlocuită de spaniolă de-a lungul secolelor (cea mai mare parte din Álava și centrul Navarrei), sau pentru că se poate să nu fi fost niciodată vorbită acolo (ca de exemplu în părți din Enkarterri⁠(d) și sud-estul Navarrei).
În Spania Franchistă, utilizarea limbii basce a fost descurajată de politicile represive ale guvernului⁠(d). În Țara Bascilor, „represiunea franchistă a fost nu doar politică, ci și lingvistică și culturală.” Regimul lui Franco a suprimat limba bască din discursul oficial, din educație, și din publicistică, interzicând inclusiv înregistrarea copiilor nou-născuți cu nume basce, și impunând chiar înlăturarea inscripțiilor funerare în bască. În unele provincii, a fost suprimată utilizarea în public a limii basce, oamenii fiind amendați pentru că o vorbeau. Utilizarea în public a limbii basce era dezaprobată de susținătorii regimului, adesea considerată semn de antifranchism sau separatism⁠(d). În ansamblu, în anii 1960 și ulterior, tendința s-a schimbat, iar educația și publicistica în bască au început să înflorească. Ca parte a acestui proces, s-a dezvoltat o formă standardizată a limbii basce, denumită Euskara Batua⁠(d), de către Euskaltzaindia⁠(d) spre sfârșitul anilor 1960.
Pe lângă versiunea standardizată, cele cinci dialecte istorice basce sunt cel biscayan⁠(d), cel gipuzkoan⁠(d), și navareza de sus⁠(d) în Spania, și navarezo-lapurda⁠(d) și dialectul souletin⁠(d) din Franța. Ele își trag numele de la provinciile istorice basce, dar limitele dialectelor nu se suprapun perfect pe limitele provinciilor. Euskara Batua a fost creată pentru ca limba bască să poată fi folosită și înțeleasă ușor de toți vorbitorii de bască—în situații formale (educație, mass media, literatură), și acesta este principalul său uz astăzi. Atât în Spania cât și în Franța, utilizarea bascei pentru educație variază de la regiune la regiune și de la școală la școală.
Basca este singura limbă izolată din Europa. Opinia științifică mainstream actuală privind originea bascilor⁠(d) și a limbii lor este că formele vechi de bască s-au dezvoltat înainte de sosirea limbilor indo-europene în regiune, adică înainte de apariția aici în particular a limbilor celtice și romanice, acestea din urmă fiind cele care înconjoară geografic regiunea vorbitoare de bască. Tipologic, cu morfologia sa aglutinantă și cu aliniamentul ergativ-absolutiv, gramatica bască⁠(d) rămâne clar deosebită de cea a limbilor europene medii standard. Cu toate acestea, basca a împrumutat până la 40% din vocabular din limbile romanice, și scrierea latină este folosită pentru alfabetul basc⁠(d).

## Dialecte

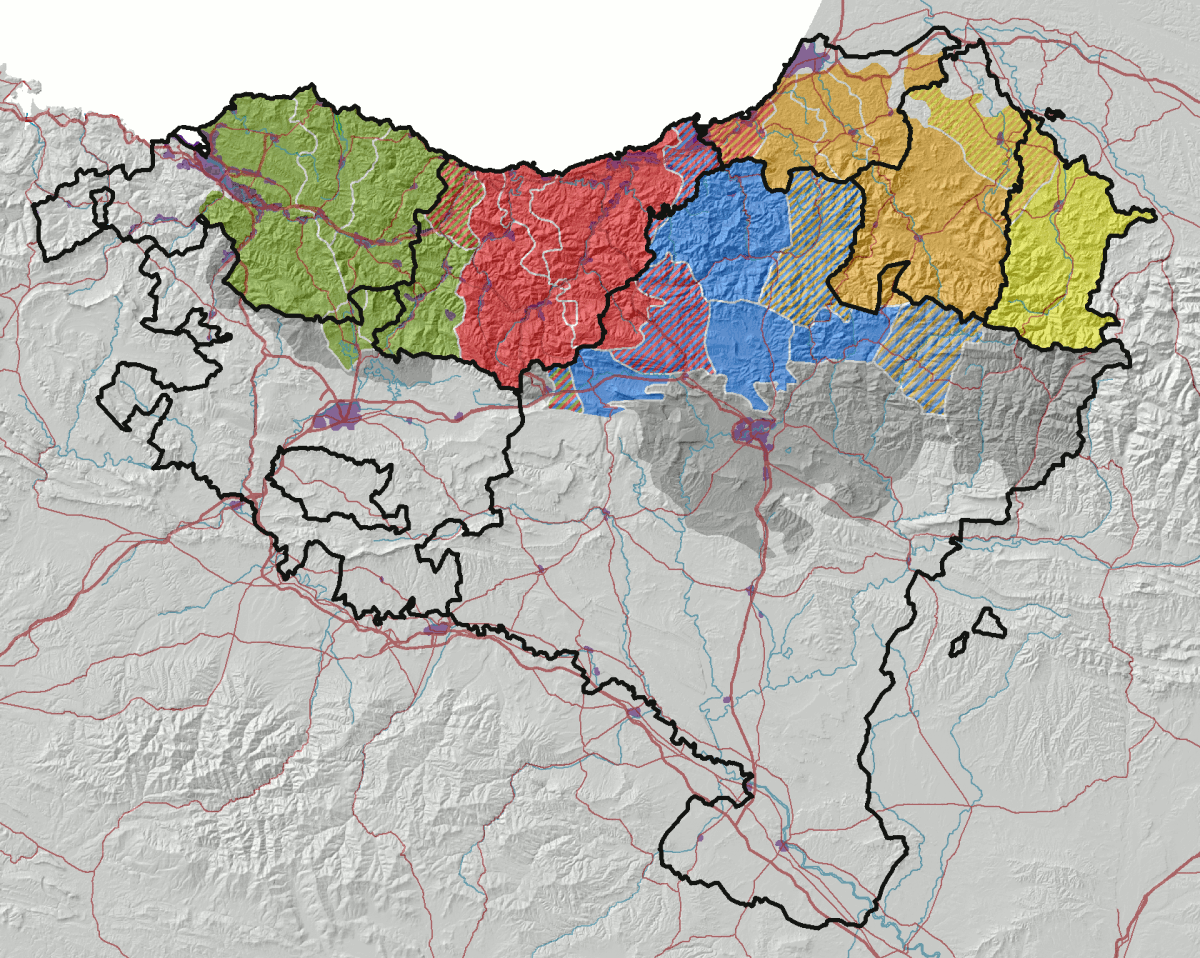
Dialectele limbii basce

Limba bască are opt dialecte care nu coincid neapărat cu diviziunile politice ale Țării Bascilor. Dialectul standard al limbii care este predat la școli și vorbit în guvernul basc este Batua. Batua este bazat pe dialectul regional Gipuzkoa.

## Gramatică
Limba bască este o limbă ergativică.

## Numeralele
01000bat
02000bi
03000hiru
04000lau
05000bost
06000sei
07000zazpi
08000zortzi
09000bederatzi
10000hamar
11000hamaika (= 10 + 1)
12000hamabi (= 10 + 2)
13000hamahiru (= 10 + 3)
14000hamalau (= 10 + 4)
15000hamabost (= 10 + 5)
16000hamasei (= 10 + 6)
17000hamazazpi (= 10 + 7)
18000hemezortzi / hamazortzi (= 10 + 8)
19000hemeretzi (= 10 + 9)
20000hogei
21000hogeita bat (= 20 + 1)
22000hogeita bi (= 20 + 2)
23000hogeita hiru (= 20 + 3)
24000hogeita lau (= 20 + 4)
25000hogeita bost (= 20 + 5)
26000hogeita sei (= 20 + 6)
27000hogeita zazpi (= 20 + 7)
28000hogeita zortzi (= 20 + 8)
29000hogeita bederatzi (= 20 + 9)
30000hogeita hamar (= 20 + 10)
31000hogeita hamaika (= 20+11)
32000hogeita hamabi (= 20 +12)
33000hogeita hamahiru (= 20 +13)
34000hogeita hamalau (= 20 + 14)
35000hogeita hamabost (= 20 + 15)
36000hogeita hamasei (= 20 + 16)
37000hogeita hamazazpi (= 20 + 17)
38000hogeita hemezortzi / hogeita hamazortzi (= 20 + 18)
39000hogeita hemeretzi (= 20 + 19)
40000berrogei (= 20 × 2)
50000berrogeita hamar (= 2 × 20 + 10)
60000hirurogei (= 3 × 20)
70000hirurogeita hamar (= 3 × 20 + 10)
80000laurogei (= 4 × 20)
90000laurogeita hamar (= 4 × 20 + 10)
10000ehun
20000berrehun ( = 2 × 100)
1.000 mila

## Vezi și
- Limbile Spaniei

## Legături externe
- Limba bască (Video în limba română).
- en  History of the Basque language
- en  Deustuko:Basque language course (spanish)
- en  Schools of languages of the Basque country that teach Basque

1. 1 2  „The Basque Language Gains Speakers, but No Surge in Usage – Basque Tribune”. Arhivat din original la 30 decembrie 2023. Accesat în 5 mai 2024.
2. ↑  Porzucki, Nina (16 mai 2018). „How the Basque language has survived”. The World from PRX. theworld.org. Accesat în 16 octombrie 2022.
3. ↑  Santiago de Pablo, „Lengua e identidad nacional en el País Vasco: Del franquismo a la democracia”. În Le discours sur les langues d'Espagne : Edition français-espagnol, Christian Lagarde ed, Perpignan: Presses Universitaires de Perpignan, 2009, pp. 53-64, p. 53
4. ↑  Vezi Jose Carlos Herreras, Actas XVI Congreso AIH. José Carlos HERRERAS. Políticas de normalización lingüística en la España democrática", 2007, p. 2. Reprodus în https://cvc.cervantes.es/literatura/aih/pdf/16/aih_16_2_021.pdf
5. ↑  Vezi Articulo 1, Orden Ministerial Sobre el Registro Civil, 18 de mayo de 1938”. Reprodus în Jordi Busquets, „Casi Tres Siglos de Imposicion”, El Pais online, 29 aprilie 2001. https://elpais.com/diario/2001/04/29/cultura/988495201_850215.html.
6. ↑  Vezi Communicacion No. 2486, Negociado 4, Excelentisimo Gobierno Civil de Vizcaya, 27 Octubre de 1949”. O scrisoare de recunoaștere din partea arhivelor Alcaldiei de Guernica y Lumo, 2 noiembrie 2941, este reprodusă în https://radiorecuperandomemoria.com/2017/05/31/la-prohibicion-del-euskera-en-el-franquismo/ Arhivat în 20 aprilie 2019, la Wayback Machine.
7. ↑  Vezi de exemplu scrisoarea comandantului militar din Las Arenas, Biscaya, datată 21 octombrie 1938, confirmând o amendă pentru utilizarea în public a unui prenume basc pe străzile din Las Arenas, reprodusă în https://radiorecuperandomemoria.com/2017/05/31/la-prohibicion-del-euskera-en-el-franquismo/ Arhivat în 20 aprilie 2019, la Wayback Machine.
8. ↑  „Francisco Franco”. HISTORY. A&E Television Networks. 9 noiembrie 2009.
9. ↑  Clark, Robert (1979). The Basques: the Franco years and beyond (în engleză). Reno: University of Nevada Press. p. 149. ISBN 0-874-17057-5.
10. ↑  „Navarrese Educational System. Report 2011/2012” (PDF). Navarrese Educative Council. Arhivat din original (PDF) la 9 iunie 2013. Accesat în 8 iunie 2013.
11. ↑  "Basque Pidgin Vocabulary in European-Algonquian Trade Contacts." În Papers of the Nineteenth Algonquian Conference, editate de William Cowan, pp. 7–13. https://ojs.library.carleton.ca/index.php/ALGQP/article/download/967/851/0